# Сімор (острів, Антарктида)
Острів Сімор (англ. Seymour Island) (в інформаційних і новинних джерелах зустрічається назва Сеймур) — невеликий острів на схід від півострова Трініті  — північній частині Антарктичного півострова. Розміри острова близько 20 кілометрів в довжину і близько 9 кілометрів в його найбільш широкій частині. Найближчі острови Сноу-Гілл (трохи південніше) і Джеймса Росса (захід).

## Історія
Острів був вперше помічений 6 січня 1843 року Джеймсом Кларком Россом під час його подорожі в Антарктику (1839-1843) на кораблях «Еребус» і «Терор» і був названий ним мисом Сімор на честь контр-адмірала (а пізніше адмірала) сера Джорджа Френсіса Сеймура — лорда Британського Адміралтейства.
Перші дослідження острова були проведені норвезьким мореплавцем-промисловиком Карлом Антоном Ларсеном у 1892-1893 і 1893-1894 роках. Він першим з'ясував, що це острів, а не мис. 4 грудня 1892 року Ларсен здійснив першу на ньому висадку, під час якої виявив і зібрав зразки скам'янілостей давно вимерлих видів рослин, що викликали значний науковий інтерес.

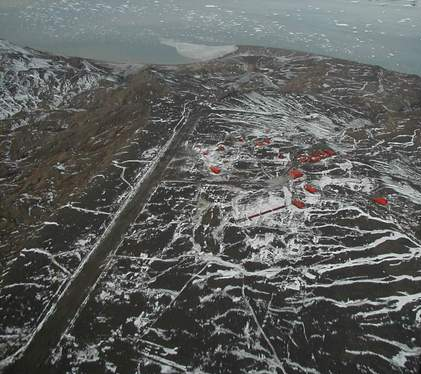
ЗПС станції Марамбіо

З 1969 року на острові цілий рік функціонує Аргентинська антарктична станція Марамбіо. На острові також побудована перша в Антарктиці злітно-посадкова смуга, яку внаслідок придатності до прийому «колісних» повітряних судів також називають «Вхідними дверима в Антарктику» (ісп. Puerta de Entrada a la Antártida). База розрахована на цілорічну роботу 45 осіб з числа наукового та адміністративного персоналу. Влітку місткість бази може становити до 180 осіб. Станція є перевалочним пунктом для господарського та наукового забезпечення діяльності багатьох антарктичних науково-дослідних станцій.

## Геологічна будова і палеонтологічне значення
Острів Сімор є єдиним відомим місцем в Антарктиді, де вік скель варіюється від 120 до 40 мільйонів років. Вони є важливим свідченням обставин масового вимирання 66 мільйонів років тому (крейдове вимирання), що знищила шосту частину всіх живих видів на планеті, у тому числі напташиних динозаврів.
Одними з перших палеонтологічних досліджень, проведеними на острові, були дослідження, здійснені в грудні 1902 року шведською антарктичною експедицією Отто Норденшельда, яка зимувала на сусідньому острові Сноу-Гілл. Норденшельд виявив на острові кістки викопного гігантського пінгвіна. Ці пінгвіни були майже двометрової висоти і важили до 135 кілограм. Згодом на острові також були виявлені скам'янілості морських зірок, крабів, морських лілій, коралів, молюсків, серед яких 4-метровий амоніт. Ще однією цікавою знахідкою є морська черепаха, яка жила близько 40-45 мільйонів років тому, форма і розміри якої можна порівняти з автомобілем Фольксваген «Жук».
У 1975-1976 роках на острові працювали геологи Антарктичної програми США. У 1981-1982 роках були виявлені скам'янілості сумчастих раннього третинного періоду (Polydolops) — перші залишки ссавців, знайдені в Антарктиді.
У 1989 році на острові виявили залишки величезного плезіозавра cf. Aristonectes sp., що жив у пізню крейду. Потрібні були три сезони робіт (2005, 2012, 2017), щоб отримати 800 кг скам'янілих кісток, які перебували на глибині 2.3 м нижче крейдового кордону. Вважається, що плезіозавр важив майже 15 тонн і досягав у довжину 11 м  і був найбільшим з відомих представників еласмозаврид (Elasmosauridae).

## Клімат
Середня температура на острові за даними метеоспостережень, зробленим на станції Марамбіо, -1.5°С влітку і -15°С протягом зими, хоча сильні вітри можуть знижувати температуру, що відчувається до -60 °C.
9 лютого 2020 року на антарктичному острові Сімор температура піднялася до +20,75 °С. В січні 1982 року температура піднялася до +19,8 °С. 23 березня 2015 року температура піднялася до +17,4 °С (трохи вища температура була зафіксована на острові Сігню (Південні Оркнейські острови), який розташовується значно північніше).

## Населення
На острові діє аргентинська цілорічна антарктична станція Марамбіо, що існує з 1969 р. В зимовий період персонал станції налічує 55 осіб, а влітку — 150.